# Потери во Второй мировой войне
Потери во Второй мировой войне — как безвозвратные, так и демографические потери в результате данного военного конфликта.

## Потери государств, вовлечённых в войну
| Государство                                                                  | Население (на 1939 год) | Мобилизовано | Потери вооружённых сил (все причины)                                                        | Ранено     | Пленные                         | Потери мирных жителей (все причины)                                               | Всего погибших            |
| ---------------------------------------------------------------------------- | ----------------------- | ------------ | ------------------------------------------------------------------------------------------- | ---------- | ------------------------------- | --------------------------------------------------------------------------------- | ------------------------- |
| СССР                                                                         | 196 716 000             | 34 476 700   | от 8 668 400 до 10 922 000                                                                  | 15 685 593 | от 4 559 000 до 5 700 000       | 17 931 600                                                                        | 26 600 000                |
| Германия                                                                     | 69 622 500              | 17 893 200   | от 4 440 000 до 5 318 000 По другим оценкам: только на советско-германском фронте 5 965 900 | 5 435 000  | 4 100 000                       | от 1 500 000 до 3 000 000                                                         | от 6 900 000 до 8 400 000 |
| Китай                                                                        | 517 568 000             | 17 251 408   | 3 800 000                                                                                   | 7 000 000  | 750 000                         | 7 900 000 (репрессии, бомбардировки, голод и т. д.) 3 800 000 (гражданская война) | 15 500 000                |
| Япония                                                                       | 71 380 000              | 9 058 811    | от 1 740 955 до 1 858 811                                                                   | 3 600 000  | 1 620 516                       | 658 595                                                                           | 2 500 000                 |
| Румыния                                                                      | 19 933 800              | 2 600 000    | 676 000                                                                                     | 860 000    | 500 000                         | 500 000                                                                           | 1 200 000                 |
| Польша                                                                       | 34 775 700              | 1 000 000    | 587 000                                                                                     | 580 000    | 990 000                         | 5 600 000                                                                         | 6 187 000                 |
| Великобритания (без доминионов и колоний, отдельно указанных в этой таблице) | 47 760 000              | 5 896 000    | 286 200                                                                                     | 280 000    | 192 000                         | 92 673                                                                            | 380 000                   |
| США                                                                          | 131 028 000             | 16 112 566   | 407000 Примерно половина из этого в войне с Японией                                         | 671 846    | 130 201 из них с Японией 28 256 | 12 100                                                                            | 417 000                   |
| Италия                                                                       | 44 394 000              | 3 100 000    | 374 000                                                                                     | 350 000    | 620 000                         | 105 000                                                                           | 479 000                   |
| Венгрия                                                                      | 9 129 000               | 1 200 000    | 300 000                                                                                     | 450 000    | 520 000                         | 270 000                                                                           | 570 000                   |
| Австрия                                                                      | 6 652 700               | 1 570 000    | 280 000                                                                                     | 730 000    | 950 000                         | 140 000                                                                           | 420 000                   |
| Югославия                                                                    | 15 400 000              | 3 741 000    | 277 000                                                                                     | 600 000    | 345 000                         | 750 000                                                                           | 1 027 000                 |
| Франция                                                                      | 41 300 000              | 6 000 000    | 253 000                                                                                     | 280 000    | 2 673 000                       | 412 000                                                                           | 665 000                   |
| Эфиопия                                                                      | 17 200 000              |              | 250 000                                                                                     | 600 000    |                                 | 610 000                                                                           | 860 000                   |
| Финляндия                                                                    | 3 700 000               | 530 000      | 82 000                                                                                      | 180 000    | 4500                            | 1000                                                                              | 83 000                    |
| Греция                                                                       | 7 221 900               | 414 000      | 60 000                                                                                      | 55 000     | 120 000                         | 375 000                                                                           | 435 000                   |
| Филиппины                                                                    | 16 000 300              |              | 40 000                                                                                      | 50 000     | 50 000                          | 960 000                                                                           | 1 000 000                 |
| Канада (отдельно от Великобритании и Ньюфаундленда)                          | 11 267 000              | 1 086 343    | 39 300                                                                                      | 53 200     | 9000                            |                                                                                   | 39 000                    |
| Нидерланды                                                                   | 8 729 000               | 280 000      | 38 000                                                                                      | 14 500     | 57 000                          | 182 000                                                                           | 220 000                   |
| Индия (отдельно от Великобритании)                                           | 311 820 000             | 2 393 891    | 36 300                                                                                      | 26 000     | 79 500                          | от 2000 до 3 000 000                                                              | 3 036 000                 |
| Австралия (отдельно от Великобритании)                                       | 6 968 000               | 1 000 000    | 23 395                                                                                      | 39 800     | 11                              | 700                                                                               | 24 000                    |
| Бельгия                                                                      | 8 386 600               | 625 000      | 12 500                                                                                      | 28 000     | 200 000                         | 74 000                                                                            | 86 000                    |
| Таиланд                                                                      | 15 023 000              |              | 5600                                                                                        | 5000       |                                 | 123 000                                                                           | 128 000                   |
| Бразилия                                                                     | 40 289 000              | 40 334       | 943                                                                                         | 2000       |                                 | 1000                                                                              | 2000                      |
| Швейцария                                                                    | 4 210 000               |              | 60                                                                                          |            |                                 | 20                                                                                |                           |
| Болгария                                                                     | 6 458 000               | 339 760      | 22 000                                                                                      | 58 000     |                                 | 2519                                                                              | 24 000                    |
| Швеция                                                                       | 6 341 300               |              |                                                                                             |            |                                 | 50                                                                                |                           |
| Бирма                                                                        | 16 119 000              |              | 30 000                                                                                      | 60 000     |                                 | 1 070 000                                                                         | 1 100 000                 |
| Албания                                                                      | 1 073 000               |              | 28 000                                                                                      | 50 000     |                                 | 30 000                                                                            | 58 000                    |
| Испания                                                                      | 25 637 000              | 47 000       | 15 070                                                                                      | 35 000     | 452                             |                                                                                   | 15 000                    |
| ЮАС (отдельно от Великобритании)                                             | 10 160 000              | 410 056      | 8681                                                                                        | 14 400     | 14 600                          |                                                                                   | 8000                      |
| Куба                                                                         | 4 235 000               |              |                                                                                             |            |                                 | 100                                                                               |                           |
| Сингапур (отдельно от Великобритании)                                        | 727 600                 |              |                                                                                             |            |                                 | 80 000                                                                            | 80 000                    |
| Чехословакия                                                                 | 15 300 000              |              | 35 000                                                                                      | 55 000     | 75 000                          | 335 000                                                                           | 370 000                   |
| Дания                                                                        | 3 795 000               | 25 000       | 1540                                                                                        | 2000       | 2000                            | 2900                                                                              | 4000                      |
| Португальский Тимор                                                          | 500 000                 |              |                                                                                             |            |                                 | 55 000                                                                            | 55 000                    |
| Тихоокеанские острова                                                        | 1 900 000               |              |                                                                                             |            |                                 | 57 000                                                                            | 57 000                    |
| Французский Индокитай                                                        | 24 600 000              |              | 1 000                                                                                       |            |                                 | 2 020 000                                                                         | 2 021 000                 |
| Норвегия                                                                     | 2 944 900               | 75 000       | 7800                                                                                        | 5000       | 18 000                          | 2200                                                                              | 11 000                    |
| Новая Зеландия (отдельно от Великобритании)                                  | 1 628 500               | 194 000      | 11 625                                                                                      | 39 800     | 26 400                          |                                                                                   | 12 000                    |
| Ньюфаундленд (отдельно от Великобритании и Канады)                           | 300 000                 |              | 1000                                                                                        |            |                                 | 100                                                                               | 1000                      |
| Исландия                                                                     | 118 901                 |              |                                                                                             |            | 200                             |                                                                                   |                           |
| Монголия                                                                     | 819 000                 |              | 72                                                                                          | 125        |                                 |                                                                                   |                           |
| Мексика                                                                      | 19 320 000              |              |                                                                                             |            |                                 | 100                                                                               |                           |
| Индонезия                                                                    | 69 435 000              |              |                                                                                             |            |                                 | 4 000 000                                                                         | 4 000 000                 |
| Мальта                                                                       | 268 700                 |              | 600                                                                                         |            |                                 | 1500                                                                              | 2000                      |
| Иран                                                                         | 14 340 000              |              |                                                                                             |            |                                 | 200                                                                               |                           |
| Малайзия                                                                     | 4 391 000               |              |                                                                                             |            |                                 | 695 000                                                                           | 695 000                   |
| Ирак                                                                         | 3 698 000               |              | 1000                                                                                        |            |                                 |                                                                                   | 1000                      |
| Люксембург                                                                   | 295 000                 |              | 2200                                                                                        | 7000       | 12 000                          | 1800                                                                              | 4000                      |
| Ирландия                                                                     | 2 930 000               |              |                                                                                             |            |                                 | 200                                                                               |                           |
| Ливия                                                                        | 860 000                 |              |                                                                                             |            |                                 | 20 000                                                                            | 20 000                    |
| Корея (в составе Японии)                                                     | 24 000 000              | 100 000      | 10 000                                                                                      |            | 15 000                          | 70 000                                                                            | 80 000                    |
| ВСЕГО                                                                        | 1 891 650 493           | 127 953 371  | 24 437 785                                                                                  | 37 477 418 | 28 740 052                      | 46 733 062                                                                        | 71 170 000                |

### Восточный (советско-германский) фронт
В монографии В. И. Дашичева «Банкротство стратегии германского фашизма. 1933—1945 гг.», Том 1, 2. — М.: Наука, 1973. — Том 2: Приложение, приводятся сведения о потерях в категории убитые, погибшие, умершие с 22 июня 1941 года по 9 мая 1945 года: немецкая армия потеряла (без раненых) на советско-германском (Восточном фронте) 1 млн 874 тыс. человек; Красная армия потеряла (без раненых) 8,8 млн человек.

## Финансовые
| Страна         | Финансовые потери (млрд $) |
| -------------- | -------------------------- |
| СССР           | 610                        |
| Германия       | 300                        |
| Япония         | 157                        |
| Великобритания | 150                        |
| США            | 137                        |
| Италия         | 98                         |
| Другие страны  | 350                        |
| Всего          | 1802                       |

## Память о жертвах
В резолюции от 22 ноября 2004 года Генеральная Ассамблея ООН провозгласила Дни памяти и примирения (8—9 мая), которые посвящены памяти жертв Второй мировой войны.

## Примечание к потерям СССР во Второй мировой войне
Официальное число демографических потерь Советского Союза менялось неоднократно.
В феврале 1946 года число потерь в 7 млн человек было опубликовано в журнале «Большевик». В марте 1946 года Иосиф Сталин в интервью газете «Правда» заявил, что СССР потерял в годы войны 7 миллионов человек: «В результате немецкого вторжения Советский Союз безвозвратно потерял в боях с немцами, а также из-за немецкой оккупации и угону советских людей на немецкую каторгу около 7 миллионов человек». Опубликованный в 1947 году доклад «Военная экономика СССР в период Отечественной войны» председателя Госплана СССР Николая Вознесенского людских потерь не указал.
В 1959 году проводится первая послевоенная перепись населения СССР. В 1961 году Никита Хрущёв в письме премьер-министру Швеции Таге Эрландеру сообщил о 20 миллионах погибших: «Разве мы можем сидеть, сложа руки и ждать повторения 1941 года, когда германские милитаристы развязали войну против Советского Союза, которая унесла два десятка миллионов жизней советских людей?». В 1965 году Леонид Брежнев на 20-летие Победы заявил о более чем 20 миллионах погибших: «Столь жестокой войны, которую перенёс Советский Союз, не выпадало на долю ни одному народу. Война унесла более двадцати миллионов жизней советских людей».
В 1988—1993 годах коллектив военных историков под руководством генерал-полковника Григория Кривошеева провёл статистическое исследование архивных документов и других материалов, содержащих сведения о людских потерях в армии и на флоте, пограничных и внутренних войсках НКВД. При этом были использованы результаты работы комиссии Генерального штаба по определению потерь 1966—1968 годов, возглавляемой генералом армии Сергея Штеменко и аналогичной комиссии Министерства обороны под руководством генерала армии Махмута Гареева 1988 года. Коллектив также был допущен к рассекреченным в конце 1980-х годов материалам Генерального штаба и главных штабов видов Вооружённых сил, МВД, КГБ, погранвойск КГБ и других архивных учреждений СССР. Итогом работы стало оценка потерь силовых структур СССР за время войны в 8 668 400 человек. Данный метод не учитывает потери народного ополчения, партизан и других категорий, не входивших в состав советских вооруженных сил. Ряд исследователей (В. Н. Земсков; Л. Н. Лопуховский и Б. К. Кавалерчик, и другие) критикуют работу коллектива Кривошеева. Доктор исторических наук С. Н. Михалёв указал на существенные недостатки в труде «Гриф секретности снят». Более корректный пересчёт с использованием того же подхода даёт оценку людских потерь вооружённых сил в 10,9 млн человек; эту оценку разделяет военный историк Алексей Исаев. Помимо балансового метода, делаются попытки оценить величину потерь вооружённых сил с использованием данных картотек безвозвратных потерь рядового, сержантского и офицерского состава. По результатам подсчетов С. А. Ильенкова, только Красная армия (без флота и частей НКВД) потеряла погибшими, пропавшими без вести, умершими от ран, болезней и в плену 13,5 млн бойцов и командиров.
В марте-апреле 1989 года по поручению ЦК КПСС работал временный научный коллектив (ВНК) по исследованию числа человеческих потерь СССР в Великой Отечественной войне. В состав ВНК вошли представители Госкомстата (4 человека), Академии наук (4), Генерального штаба (1), МГУ (1), Центрального государственного архива народного хозяйства (ЦГАНХ, 1 человек). Потери вооруженных сил оценивались по методу прямого счёта, однако для гражданского населения этот метод оказался неприменим, поэтому потери оценивались по методу демографического баланса. Работа комиссии осложнялась ненадёжными статистическими данными (первая послевоенная перепись населения произведена только в 1959 году; территория СССР изменилась). По итогам работы не было опубликовано коммюнике с согласованной оценкой потерь, и только год спустя руководители государства озвучили оценку людских потерь в 26—27 млн человек.
Подробное описание метода демографического баланса и его использования для оценки потерь СССР в Великой Отечественной войне появилось в труде коллектива авторов Е. М. Андреева, Л. Е. Дарского и Т. Л. Харьковой, известных также под аббревиатурой АДХ. Авторы использовали скорректированные материалы переписей 1939 и 1959 годов, а также таблицы дожития, чтобы определить численность населения СССР накануне войны, а также численность соответствующих возрастов на начало 1946 года. Согласно их расчетам, в 1941 году в СССР жило 196,7 млн человек, из которых до 1946 года дожили 159,5 млн (при этом общая численность населения на начало 1946 года, с учётом детей родившихся в 1941—1945 годах составила, по их оценке, 170,5 млн человек. Таким образом, 37,2 млн человек из 196,7 млн не дожили до начала 1946 года. Оценив естественную смертность за данный период в 11,9 млн человек, авторы оценили избыточную смертность этой категории в 25,3 млн человек. Кроме того, 1,3 миллиона составила избыточная смертность среди детей, родившихся в военные годы. Таким образом, прямые и косвенные потери СССР в Великой Отечественной войне составили 26,6 млн человек, однако в это число не входят демографические потери. Методика данных расчётов подверглась критике.
Для оценки совокупных демографических потерь (прямые, косвенные, а также дефицит рождений) используется сравнительный метод, при котором предполагаемая численность населения в конце войны (при отсутствии боевых действий) сравнивается с действительной численностью. Советский демограф Борис Урланис также называл этот подход «методом упущенных возможностей». Недостатком метода является невозможность точно оценить предполагаемую численность СССР на конец 1945 года. Различные расчёты с использованием этого метода, сделанные в 1980-х — 1990-х годах, дали оценки совокупных демографических потерь СССР в диапазоне от 42 до 50 млн человек. По оценке демографа Гельфанда, сделанной в работе 1992 года, суммарные потери СССР составляют 42 млн человек, из которых 20 миллионов — прямые потери, 6,4 млн — косвенные и 15,6 млн — дефицит рождений. Полученная оценка суммы прямых и косвенных потерь в 26,4 млн оказалась близка к результату, полученному коллективом АДХ. Оценка потерь СССР в 26—27 млн человек (без учёта демографических) была в целом принята мировым научным сообществом.
5 мая 2008 года президент России подписал распоряжение «Об издании фундаментального многотомного труда „Великая Отечественная 1941—1945 годов“». 23 октября 2009 года министр обороны России подписал приказ «О Межведомственной комиссии по подсчету потерь в годы Великой Отечественной войны 1941—1945 годов». В состав комиссии входили представители министерства обороны, ФСБ, МВД, Росстата, Росархива. В декабре 2011 года представитель комиссии сообщил, что она подтвердила данные о потерях, полученные в конце 1980-х — начале 1990-х годов прошлого века.
Федеральная служба государственной статистики к 75-летию Победы подготовила юбилейный статистический сборник, в котором, в частности, приведена оценка потерь населения СССР в годы Великой Отечественной войны. Фактическая расчётная численность населения на начало 1946 года составила 170,5 млн человек, в то время как гипотетическая (при условии сохранения довоенных показателей воспроизводства населения) должна была составить 209,9 млн человек. Таким образом, всего потери населения составили 39,3 млн человек, в том числе 25,5 млн было потеряно в результате роста смертности населения в возрасте 4 года и старше, а 13,9 млн — в результате снижения рождаемости и роста смертности населения в возрасте до 4 лет. Для оценки демографических потерь вооруженных сил авторы сборника повторили данные коллектива под руководством Кривошеева — 8,668 млн человек.
В монографии В. И. Дашичева «Банкротство стратегии германского фашизма. 1933—1945 гг.», Том 1, 2. — М.: Наука, 1973. — Том 2: Приложение, приводятся сведения о потерях в категории убитые, погибшие, умершие с 22 июня 1941 года по 9 мая 1945 года: немецкая армия потеряла (без раненых) на советско-германском (Восточном фронте) 1 млн 874 тыс. человек; Красная армия потеряла убитыми, погибшими и умершими (без раненых) 8,8 млн человек.

### Комментарии
1. ↑  Число 3 миллиона учитывает также жертв голода в Бенгалии, в связи с тем. что колониальные британские власти, опасавшиеся вторжения японцев, применяли там тактику выжженной земли[22].